# Barcelona SC
Nezaměňovat s katalánským fotbalovým klubem FC Barcelona.

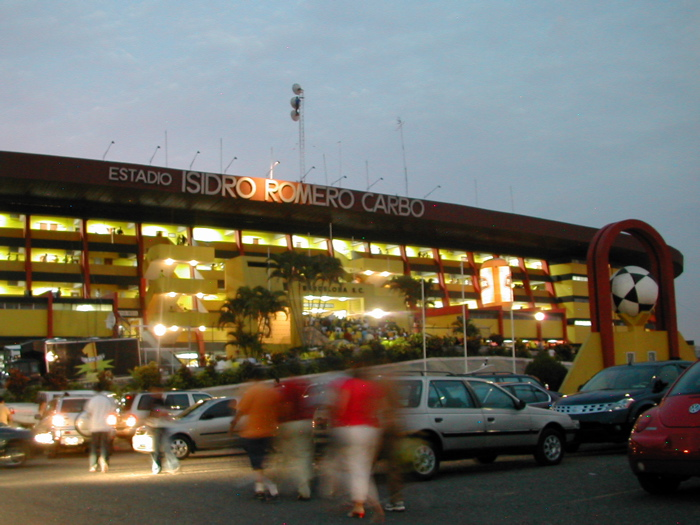
Estadio Monumental Isidro Romero Carbo

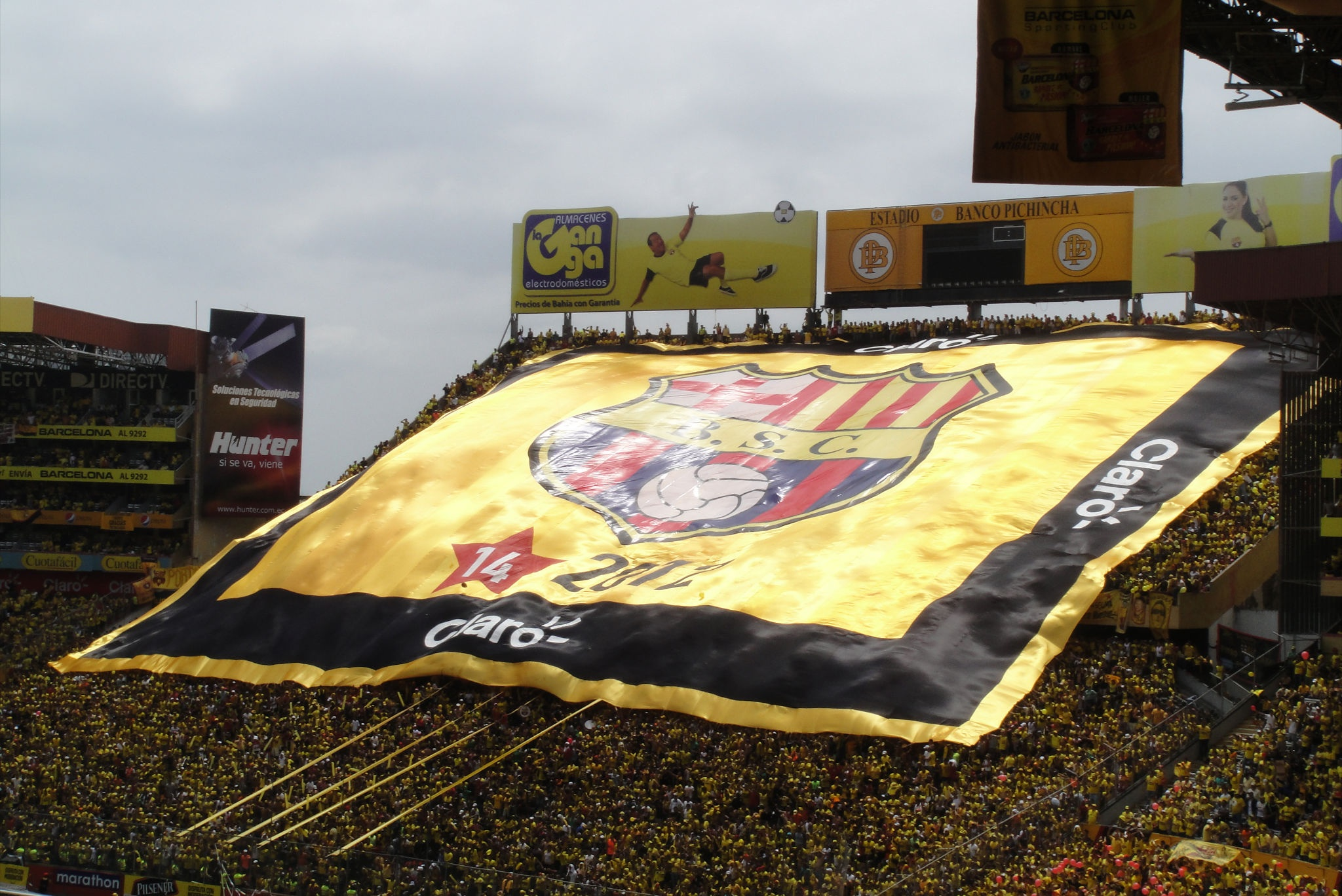
Logo Barcelona SC na plachtě

Barcelona SC (celým názvem Barcelona Sporting Club) je ekvádorský fotbalový klub z města Guayaquil. Byl založen v roce 1925. Je pojmenován podle slavného katalánského klubu FC Barcelona, má také podobné logo.
K roku 2024 je se 16 ligovými tituly nejúspěšnějším ekvádorským fotbalovým klubem.
Svoje domácí utkání hraje na stadionu Estadio Monumental Isidro Romero Carbo s kapacitou 57 267 míst. Největším rivalem je tým CS Emelec.

## Úspěchy
16× vítěz ekvádorské Serie A (1960, 1963, 1966, 1970, 1971, 1980, 1981, 1985, 1987, 1989, 1991, 1995, 1997, 2012, 2016, 2020)